# Acricotopus nitidellus
Acricotopus nitidellus är en tvåvingeart som först beskrevs av Malloch 1915.  Acricotopus nitidellus ingår i släktet Acricotopus och familjen fjädermyggor. Inga underarter finns listade i Catalogue of Life.